# Eleições estaduais no Tocantins em 1990
As eleições estaduais no Tocantins em 1990 ocorreram em 3 de outubro, como parte das eleições em 26 estados e no Distrito Federal. Foram eleitos o governador Moisés Avelino, o vice-governador Paulo Sidney, o senador João da Rocha, oito deputados federais e vinte e quatro deputados estaduais. Como nenhum candidato a governador atingiu mais da metade dos votos válidos, houve um segundo turno em 25 de novembro entre Moisés Avelino e Moisés Abrão. Segundo a Constituição, o governador seria eleito para um mandato de quatro anos a se iniciar em 15 de março de 1991, sem direito a reeleição.
A vitória na eleição para governador foi do médico Moisés Avelino. Natural de Santa Filomena (PI), ele se graduou na Universidade Federal de Goiás em 1973. Além de trabalhar em hospitais de Goiânia, foi também perito criminal. Firmado como agropecuarista e empresário em Paraíso do Tocantins, cidade onde estreou na política ao eleger-se prefeito em 1982 e deputado federal pelo Tocantins em 1988. Foi a primeira vitória na disputa pelo PMDB ao Palácio Araguaia. 
Para vice-governador foi eleito Paulo Sidney, arquiteto natural de Inhumas (GO) e formado em 1978 pela Pontifícia Universidade Católica de Goiás. Em sua terra natal foi secretário de Planejamento, secretário de Viação e Obras e vice-presidente do PMDB. Coordenador do Desenvolvimento Regional da Secretaria Municipal de Planejamento em Goiânia e superintendente do Instituto de Desenvolvimento Urbano, elegeu-se deputado federal pelo Tocantins em 1988 e no curso do mandato chegou a assumir a prefeitura de Araguaína como interventor.
A eleição para senador foi vencida por João Rocha. Nascido em Ribeiro Gonçalves (PI), trabalhou em empresas da Organização Jaime Câmara como o jornal O Popular e a Rede Anhanguera. Em 1966 ele se formou advogado pela Universidade Federal de Goiás e foi conselheiro da seção goiana da Ordem dos Advogados do Brasil. Eleito diretor da Associação Goiana de Imprensa em 1965, presidente do Sindicato das Empresas de Radiodifusão do Estado de Goiás em 1980 e diretor da Associação Comercial e Industrial de Goiás em 1988, foi eleito senador pelo PFL do Tocantins em 1990, em lugar de Antônio Luiz Maia.

## Resultado da eleição para governador

### Primeiro turno
O Tribunal Superior Eleitoral contabilizou 316.871 votos nominais (85,11%), 34.962 votos em branco (9,39%) e 20.459 votos nulos (5,50%), resultando num total de 372.292 eleitores.
| Candidatos a governador do estado | Candidatos a vice-governador      | Número | Coligação                                                        | Votação | Percentual |
| --------------------------------- | --------------------------------- | ------ | ---------------------------------------------------------------- | ------- | ---------- |
| Moisés Avelino PMDB               | Paulo Sidney PMDB                 | 15     | Movimento de Salvação do Tocantins (PMDB, PDT, PSDB, PRN, PCdoB) | 155.652 | 49,12%     |
| Moisés Abrão PDC                  | José Guilherme Frazão Pereira PST | 17     | União do Tocantins (PDC, PFL, PL, PSC, PST, PTR, PMN)            | 118.286 | 37,33%     |
| Ary Valadão PDS                   | Emerson Fonseca PDS               | 11     | PDS (sem coligação)                                              | 33.306  | 10,51%     |
| Célio Moura PT                    | Rogério Evangelista dos Santos PT | 13     | PT (sem coligação)                                               | 9.627   | 3,04%      |
| Fontes:                           |                                   |        |                                                                  |         |            |

### Segundo turno
O Tribunal Superior Eleitoral contabilizou 313.149 votos nominais (94,54%), 5.972 votos em branco (1,80%) e 12.137 votos nulos (3,66%), resultando num total de 331.258 eleitores.
| Candidatos a governador do estado | Candidatos a vice-governador      | Número | Coligação                                                        | Votação | Percentual |
| --------------------------------- | --------------------------------- | ------ | ---------------------------------------------------------------- | ------- | ---------- |
| Moisés Avelino PMDB               | Paulo Sidney PMDB                 | 15     | Movimento de Salvação do Tocantins (PMDB, PDT, PSDB, PRN, PCdoB) | 175.166 | 55,94%     |
| Moisés Abrão PDC                  | José Guilherme Frazão Pereira PST | 17     | União do Tocantins (PDC, PFL, PL, PSC, PST, PTR, PMN)            | 137.983 | 44,06%     |
| Fontes:                           |                                   |        |                                                                  |         |            |

## Resultado da eleição para senador
O Tribunal Superior Eleitoral apurou 258.027 votos nominais (69,31%), 95.762 votos em branco (25,72%) e 18.503 votos nulos (4,97%), resultando na presença de 372.292 eleitores.
| Candidatos a senador da República | Candidatos a suplente de senador                      | Número | Coligação                                                        | Votação | Percentual |
| --------------------------------- | ----------------------------------------------------- | ------ | ---------------------------------------------------------------- | ------- | ---------- |
| João Rocha PFL                    | Antônio Luiz Maia PDC Benedito Aparecido da Silva PDC | 251    | União do Tocantins (PDC, PFL, PL, PSC, PST, PTR, PMN)            | 115.348 | 44,71%     |
| Aurolino Ninha PMDB               | Lindolfo Bento Pereira - Gilson Rego Moraes -         | 151    | Movimento de Salvação do Tocantins (PMDB, PDT, PSDB, PRN, PCdoB) | 101.459 | 39,32%     |
| João Batista de Castro Neto PDS   | Lauro Castilho PDS Raimundo Alves Barbosa PDS         | 111    | PDS (sem coligação)                                              | 30.199  | 11,70%     |
| Antônio Carlos Montandon PT       | Luiz Pimentel Marinho PT José Pereira dos Reis PT     | 131    | PT (sem coligação)                                               | 11.021  | 4,27%      |
| Fontes:                           |                                                       |        |                                                                  |         |            |

## Deputados federais eleitos
São relacionados os candidatos eleitos com informações complementares da Câmara dos Deputados.

Representação eleita
  PDC: 4
  PMDB: 2
  PSDB: 1
  PRN: 1

| Número  | Deputados federais eleitos | Partido | Votação | Percentual | Cidade onde nasceu      | Unidade federativa |
| 1720    | Eduardo Siqueira Campos    | PDC     | 35.619  |            | Campinas                | São Paulo          |
| 4545    | Edmundo Galdino            | PSDB    | 22.877  |            | Araguaína               | Tocantins          |
| 1501    | Derval de Paiva            | PMDB    | 22.647  |            | Cumari                  | Goiás              |
| 1718    | Osvaldo Reis               | PDC     | 18.677  |            | Floriano                | Piauí              |
| 3636    | Freire Júnior              | PRN     | 16.210  |            | Goiânia                 | Goiás              |
| 1717    | Leomar Quintanilha         | PDC     | 13.417  |            | Goiânia                 | Goiás              |
| 1711    | Paulo Mourão               | PDC     | 13.053  |            | Cristalândia            | Tocantins          |
| 1506    | Merval Pimenta             | PMDB    | 9.969   |            | Ponte Alta do Tocantins | Tocantins          |
| Fontes: |                            |         |         |            |                         |                    |

## Deputados estaduais eleitos
Estavam em jogo 24 cadeiras na Assembleia Legislativa do Tocantins.

Representação eleita
  PMDB: 9
  PDC: 7
  PFL: 3
  PDS: 2
  PMN: 1
  PST: 1
  PRN: 1

| Número  | Deputados estaduais eleitos | Partido | Votação | Percentual | Cidade onde nasceu    | Unidade federativa |
| 17117   | Antônio Jorge               | PDC     | 5.703   | 1,53%      | Taguatinga            | Tocantins          |
| 17122   | Raimundo Boi                | PDC     | 5.123   | 1,37%      | Miracema do Tocantins | Tocantins          |
| 15109   | Udson Bandeira              | PMDB    | 4.908   | 1,31%      | Formoso do Araguaia   | Tocantins          |
| 11107   | Sebastião Borba Santos      | PDS     | 4.553   | 1,22%      | Paranã                | Tocantins          |
| 25111   | Otoniel Andrade Costa       | PFL     | 4.411   | 1,18%      | Brejinho de Nazaré    | Tocantins          |
| 25112   | Raul Filho                  | PFL     | 4.298   | 1,15%      | Gilbués               | Piauí              |
| 17178   | Everaldo Barros             | PDC     | 4.115   | 1,10%      | Grajaú                | Maranhão           |
| 15113   | Nezinho Alencar             | PMDB    | 3.857   | 1,03%      | Filadélfia            | Tocantins          |
| 25105   | João Renildo de Queiroz     | PFL     | 3.628   | 0,97%      | Araguatins            | Tocantins          |
| 15125   | João Leite Neto             | PMDB    | 3.602   | 0,96%      | Taguatinga            | Tocantins          |
| 15118   | Izidório Oliveira           | PMDB    | 3.559   | 0,95%      | Taguatinga            | Tocantins          |
| 17177   | Hélcio Santana Sampaio      | PDC     | 3.542   | 0,95%      | Brejo Santo           | Ceará              |
| 17131   | Luiz Tolentino              | PDC     | 3.494   | 0,93%      | Araguatins            | Tocantins          |
| 33121   | Antônio Alexandre Filho     | PMN     | 3.455   | 0,92%      | Colinas do Tocantins  | Tocantins          |
| 17129   | Francisco de Assis Sales    | PDC     | 3.404   | 0,91%      | Balsas                | Maranhão           |
| 15126   | Abraão Costa                | PMDB    | 3.318   | 0,89%      | Loreto                | Maranhão           |
| 15112   | Pedro Braga da Luz          | PMDB    | 3.205   | 0,86%      | Miracema do Tocantins | Tocantins          |
| 52120   | Dolores Nunes               | PST     | 3.199   | 0,85%      | Natividade            | Tocantins          |
| 15133   | Hider Alencar               | PMDB    | 3.101   | 0,83%      | Tupirama              | Tocantins          |
| 17133   | Lindolfo Campelo da Luz     | PDC     | 3.091   | 0,83%      | Filadélfia            | Tocantins          |
| 36111   | Joaquim de Sena Balduíno    | PRN     | 3.075   | 0,82%      | Arraias               | Tocantins          |
| 15121   | Eudoro Pedroza              | PMDB    | 2.942   | 0,79%      | Goiânia               | Goiás              |
| 15135   | Marcelo Miranda             | PMDB    | 2.940   | 0,78%      | Goiânia               | Goiás              |
| 11115   | Masolene Rocha              | PDS     | 1.732   | 0,46%      | Itacajá               | Tocantins          |
| Fontes: |                             |         |         |            |                       |                    |